# Coenia
Coenia Robineau-Desvoidy, 1830 è un genere di insetti della famiglia degli Ephydridae (Diptera: Schizophora), comprendente alcune specie a distribuzione oloartica.

## Descrizione
Gli adulti sono morfologicamente simili a quelli dei generi Paracoenia e Calocoenia, dai quali differiscono, nel complesso, per le dimensioni ridotte delle setole postoculari e omerali, per la presenza di due o tre paia di setole dorsocentrali, per la colorazione bruna dei bilancieri e per la conformazione del quinto sternite nell'addome dei maschi. Sono piccoli moscerini di colore bruno, con corpo lungo circa 2–3 mm, con esoscheletro di aspetto pruinoso e lucente.
Il capo ha occhi grandi e subrotondi, antenne pettinate, vitta frontale lucente con riflessi metallici. Chetotassi affine a quella di Paracoenia, composta da due paia di setole fronto-orbitali, setole ocellari ben sviluppate, proclinate e divergenti e setole verticali anch'esse ben sviluppate. Da Paracoenia si differenzia per le setole pseudopostocellari, piccole e deboli, e per le setole postoculari anch'esse generalmente deboli e comunque molto più brevi delle verticali.
Il torace è di colore uniforme, bruno scuro. La chetotassi è caratterizzata dalla presenza di peli acrosticali allineati in due file, non sempre evidenti, e quattro paia di setole dorsocentrali, con il primo presuturale. A differenza di Paracoenia, le setole omerali sono poco sviluppate e indistinguibili dai peli circostanti. Le ali sono prive di setole prominenti sulla costa e sulla base della radio.
L'addome presenta le stesse tinte del resto del corpo. È composto da sei o sette uriti visibili nella femmina e cinque nel maschio. L'addome del maschio è caratterizzato dal ridotto sviluppo del quinto sternite; surstili ben distanziati nel tratto distale, edeago ricurvo e appuntito.

## Biologia e habitat
Le larve di questi efidridi sono associate ad ambienti acquatici o semiacquatici più o meno ospitali e mostrano anche una discreta tolleranza alla salinità e all'alcalinità. In ogni modo non sono presenti in acque altamente saline o contaminate. Il substrato alimentare è rappresentato da detriti di alghe in decomposizione. Il regime dietetico sarebbe apparentemente saprofago, ma la presenza di microrganismi nell'apparato boccale non esclude la microfagia o un regime più complesso. Studi sulla biologia delle larve di Coenia, con particolare riferimento all'habitat e all'alimentazione, sono stati condotti fra gli anni settanta e i novanta da Foote su Coenia curvicauda.

## Sistematica e filogenesi
Per la sua affinità morfologica con il genere Paracoenia, la storia di Coenia è strettamente intrecciata con quella di Paracoenia, sebbene quest'ultimo sia stato istituito a distanza di un secolo dal primo ad opera di Cresson (1935). Prima di Cresson, Coenia comprendeva sei specie, di cui quattro furono spostate nel nuovo genere. In Coenia rimasero solo C. palustris e C. curvicauda.
Sturtevant & Wheeler (1954), aggiunsero una nuova specie, C. paurosoma, ma trattarono Paracoenia come sottogenere di Coenia, includendovi il paurosoma. La separazione dei due generi secondo l'impostazione di Cresson resta quella più ricorrente in letteratura ed è stata definitivamente sancita negli anni settanta dagli studi di Mathis (1975, 1979). Mathis (1979) ha individuato la natura parafiletica degli Scatellini e approfondito la relazione filogenetica tra Coenia e altri generi di Scatellini. In particolare si evidenzia una maggiore affinità filogenetica di Coenia con i generi Lamproscatella e Scatella rispetto a Paracoenia.
Nel corso degli anni settanta si aggiungono due nuove specie, C. elbergi e C. alpina, descritte rispettivamente da Dahl (1974) e Mathis (1975). Krivosheina (2001) ha infine descritto tre nuove specie della regione caucasica e dell'Asia centrale. La segnalazione non ha riscontri in letteratura. Va tuttavia rilevato che i principali cataloghi, con particolare riferimento a quelli redatti da Mathis & Zatwarnicki, precedono il lavoro di Krivosheina e in letteratura non vi sono contributi in materia di tassonomia del genere Coenia successivi al 2001.
In definitiva, Coenia comprende le seguenti sette specie:
- Coenia alpina Mathis, 1975
- Coenia causasica Krivosheina, 2001
- Coenia curvicauda (Meigen, 1830)
- Coenia deserta Krivosheina, 2001
- Coenia elbergi Dahl, 1974
- Coenia palustris (Fallén, 1823). Sinonimo: C. caricicola Robineau-Desvoidy, 1830
- Coenia vulgata Krivosheina, 2001

## Distribuzione
Coenia è un genere a distribuzione oloartica, con maggiore frequenza nelle regioni settentrionali. C. alpina è esclusiva del Neartico, tutte le altre specie sono paleartiche, ad eccezione di C. curvicauda, presente in entrambe le regioni.